# Oyyl Aūdany
Oyyl Aūdany är ett distrikt i Kazakstan.   Det ligger i oblystet Aqtöbe, i den västra delen av landet, 1 200 km väster om huvudstaden Astana.